# 17 Capricorni
17 Capricorni är en vit stjärna i huvudserien i stjärnbilden Stenbocken.
17 Capricorni har visuell magnitud +5,90 och är svagt synlig för blotta ögat vid god seeing. Den befinner sig på ett avstånd av ungefär 265 ljusår.